# 納彥塔拉
黛安娜·瑪麗亞姆·庫里安（英語：Diana Mariam Kurian，1984年11月18日—）或稱藝名納彥塔拉（英語：Nayanthara），印度女演員及製片人，主要出演泰米爾語、泰盧固語和馬拉雅拉姆語電影。她的收入在印度女演員中名列前茅，也是唯一入選2018年《富比士印度》「百大名人」榜單的南印女演員。她已獲得諸多獎項，涵蓋了南印度電影觀眾獎、泰米爾納德邦電影獎、南迪獎及南印度國際電影獎。
納彥塔拉2003年以馬拉雅拉姆電影《超越心灵》出道。2005年以《先生》首次亮相於泰米爾電影。而泰盧固與卡納達電影出道作分別為《拉克希米》（2006年）、《超級》（2010年）。
她的獲獎作品如《罗摩王朝》（2011年）、《爱 从头再来》（2013年）、《我也是個粗人》（2015年）、《新法律》（2016年）和《良心》（2017年）。而叫好又叫座的商業電影則有《昌德尔穆琪》（2005年）、《未知死亡》（2005年）、《贝拉行动》（2007年）、《魔高一尺，道高一丈》（2015年）、《忠誠》（2019年）、《球神比吉爾》（2019年）及《亂世勇者》（2023年）；其中，《亂世勇者》是她出演的首部印地語電影。
納彥塔拉除了演戲之外，還熱衷於慈善事業，並擁有一家名為「吵鬧影業」（Rowdy Pictures）的製片公司。她與導演維涅什·希萬結婚，育有兩個孩子。2024年，夫妻倆與Netflix合作推出紀錄片《納彥塔拉：童話背後的印度影后》。

## 早年
納彥塔拉本名為黛安娜·瑪麗亞姆·庫里安（Diana Mariam Kurian），1984年11月18日生於卡纳塔克邦本加盧魯。她的家庭來自喀拉拉邦蒂鲁瓦尔拉的馬拉亞圣多马基督教家庭，父母分別是庫里安·科迪亞圖（Kurian Kodiyattu）和奧馬納·庫里安（Omana Kurian）。兄長萊諾（Leno）住在阿拉伯聯合大公國的杜拜。納彥塔拉因父親是印度空軍人員的緣故，曾在印度各地念書過。
納彥塔拉在贾姆讷格尔、古吉拉特邦和德里受教。她曾在埃拉維佩羅爾的OEM公立學校（O.E.M Public School）以及蒂鲁瓦尔拉蒂魯莫拉普拉姆（Thirumoolapuram）的巴利卡馬多姆女子高中（Balikamadom Girls Higher Secondary School）念書，然後在蒂鲁瓦尔拉的馬爾托馬學院獲得英語文學學士學位。

## 私生活
2010年，普拉布·迪瓦之妻拉姆拉斯（Ramlath）向家庭法庭提交了一份申請，以阻止丈夫與納彥塔拉同居，並要求和解。納彥塔拉與德瓦的關係引起婦女組織抗議。2012年，納彥塔拉證實已結束與迪瓦的關係。
她自從在《我也是個粗人》（2015年）與導演維涅什·希萬合作以來，長期保持著戀愛關係。兩人2022年6月9日在马马拉普拉姆舉行了私人婚禮，家人、朋友和曾與夫妻倆合作的主演都出席了婚禮。
2022年10月，夫妻倆宣布透過代孕生下了一對雙胞胎。

## 外部連結
- 納彥塔拉在互联网电影资料库（IMDb）上的資料（英文）
- 納彥塔拉的Instagram帳戶